# Arănieș
Arănieș – wieś w Rumunii, w okręgu Hunedoara, w gminie Cerbăl. W 2011 roku liczyła 25 mieszkańców.